# موريل بورتر
موريل بورتر (بالإنجليزية: Muriel Porter)‏ هي صحفية أسترالية، ولدت في 15 مايو 1948 في سيدني في أستراليا.